# Délnémet forint
A konvenciós pénzláb szerint vert délnémet forint (németül: Süddeutsche Gulden) a délnémet államok (nevezetesen: Bajorország, Baden, Württemberg, Frankfurt és Hohenzollern) pénzegysége volt 1754-1873 között.
Az osztrák császárságban 1750-ben vezették be a húszforintos pénzlábat, azaz egy kölni márka színezüstből 20 egyforintost, illetve 10 egytallérost kellett verni. Egy forint 60 konvenciós krajcárra oszlott. Eszerint a következő átszámítás lett érvényes:
- 1 osztrák értékű forint = 60 konvenciós krajcár
- 1 konvenciós tallér = 2 osztrák értékű forint = 120 konvenciós krajcár
- 1 kölni márka ezüst = 10 konvenciós tallér = 20 osztrák értékű forint = 1200 konvenciós krajcár

Ezzel a porosz Graumann-pénzlábbal közel megegyező pénzrendszert vezettek be. Ausztria a kezdetektől fogva törekedett a pénzláb lehető legnagyobb területre való kiterjesztésére, ezért 1753 szeptemberében Bajorországgal egy pénzügyi egyezményt kötöttek. Ettől fogva nevezik a pénzlábat konvenciós pénzlábnak, az eszerint vert tallérokat pedig konvenciós tallérnak. A délnémet államokban forgó aprópénzek aránytalan átszámítása miatt Bajorország egy évvel később egy gyengébb, 24-forintos pénzlábra tért át: egy konvenciós tallér így 120 (konvenciós) krajcár helyett 144 (délnémet) krajcárral lett egyenlő. Eszerint az átváltási arányok a következőképpen alakultak:
- 1 délnémet forint = 60 délnémet krajcár
- 1 konvenciós tallér = 2,4 délnémet forint = 144 délnémet krajcár
- 1 kölni márka ezüst = 10 konvenciós tallér = 24 délnémet forint = 1440 délnémet krajcár

A konvenciós pénzláb ebben a formájában terjedt el a délnémet államokban, sőt, egyes közép- és észak-német vidékeken (mint Braunschweig, Wolfenbüttel, Hildesheim, Mecklenburg, Strelitz és Oldenburg) is elterjedt, rövid ideig még Lengyelországban is.
A délnémet forintot elszámolási egységként használták, forint érmék nem készültek csak forintra szóló bankjegyek. A konvenció folyamatosan vesztett jelentőségéből, ezért 1837-ben a délnémet államok egy pénzverési egyezményt kötöttek, amely az addigra sokfelé elterjedt 24½ guldenes pénzlábat tette törvényessé, így egy 1¾ forintos átváltási arány jött létre a porosz tallérral szemben (a 14 talléros Graumann-pénzláb miatt). Ettől fogva félforintos, egyforintos, egytalléros és kéttalléros (3½ forintos) érméket vertek. Az 1857-ben bevezetett, a porosznál kissé gyengébb egyleti tallért az előbbitől eltérő külsővel hozták forgalomba, de a többi érme megjelenése nem változott. A délnémet forintot a német egység létrejötte és a decimalizáció után bevonták.